# Уолш, Кэй
Кэй Уолш (англ. Kay Walsh, 27 августа 1911 — 16 апреля 2005) — британская актриса и танцовщица. Свою карьеру она начала с выступлений в мюзик-холле Уэст-Энда. В 1934 году Уолш дебютировала в кино, а в 1936 году, после замужества с кинорежиссёром Дэвидом Лином, её кинокарьера стала стремительно развиваться. В 1940-х она появилась в картинах «В котором мы служим» (1942), «Большие надежды» (1946), «Оливер Твист» (1948) и ряде других. В 1949 году брак Уолш и Лина распался из-за измены последнего с актрисой Энн Тодд.
На протяжении 1950-х Кэй Уолш продолжала сниматься в кино, появившись в том числе в картинах Рональда Нима и Альфреда Хичкока («Страх сцены»). По собственному признанию актрисы, её любимой ролью в кино стала буфетчица мисс Д. Кокер в комедии «Устами художника» (1957) с Алеком Гиннессом в главной роли. Уолш оставалась активна в кино до выхода на пенсию в 1981 году. Последние годы актриса провела в лондонском Челси, где в 2005 году скончалась в одном из госпиталей от многочисленных ожогов после несчастного случая.

## Избранная фильмография
| Год  |   | Русское название                | Оригинальное название      | Роль              |
| ---- | - | ------------------------------- | -------------------------- | ----------------- |
| 1936 | ф | Тайна Стамбула                  | англ. Secret of Stamboul   | Диана             |
| 1937 | ф | Оставайся в форме               | англ. Keep Fit             | Джоан Аллен       |
| 1937 | ф | Последние приключения           | англ. The Last Adventurers | Маргарет Аркелл   |
| 1939 | ф | Сыны моря                       | Sons of the Sea            | Элисон Девар      |
| 1940 | ф |                                 | The Middle Watch           | Фэй Фитон         |
| 1942 | ф | В котором мы служим             | In Which We Serve          | Фрида Льюис       |
| 1944 | ф | Этот счастливый народ           | This Happy Breed           | Квини Гиббонс     |
| 1947 | ф | Человек октября                 | англ. The October Man      | Молли Ньюман      |
| 1948 | ф | Всё наоборот                    | Vice Versa                 | Фэнни Верлэйн     |
| 1948 | ф | Оливер Твист                    | Oliver Twist               | Нэнси             |
| 1950 | ф | Страх сцены                     | Stage Fright               | Нелли Гуд         |
| 1950 | ф | Последний праздник              | Last Holiday               | миссис Пул        |
| 1950 | ф | Магнит                          | The Magnet                 | миссис Брент      |
| 1951 | ф | Вызов на бис                    | Encore                     | мисс Молли Рейд   |
| 1952 | ф | Преследуемый                    | Hunted                     | миссис Сайкс      |
| 1953 | ф | Малышка Бесс                    | Young Bess                 | миссис Эшли       |
| 1954 | ф | Радужный костюм                 | англ. The Rainbow Jacket   | Барбара Крэйн     |
| 1954 | ф | Жизнь взаймы                    | англ. Lease of Life        | Вера Тоурн        |
| 1955 | ф | В роли мрачной тени             | англ. Cast a Dark Shadow   | Шарлотта Янг      |
| 1958 | ф | Устами художника                | The Horse's Mouth          | мисс Кокер        |
| 1960 | ф | Мотивы славы (Звуки победы)     | англ. Tunes of Glory       | Мэри Титтерингтон |
| 1961 | ф | Грейфраерс Бобби                | Greyfriars Bobby           | миссис Браун      |
| 1962 | ф | В поисках славы                 | англ. Reach for Glory      | миссис Карлью     |
| 1963 | ф | Восемьдесят тысяч подозреваемых | англ. 80,000 Suspects      | медсестра         |
| 1964 | ф | Мир цирка                       | Circus World               |                   |
| 1965 | ф | Тот, кто управляет тигром       | англ. He Who Rides a Tiger | миссис Вудли      |
| 1966 | ф | Ведьмы                          | The Witches                |                   |
| 1970 | ф | Смежные комнаты                 | англ. Connecting Rooms     | миссис Брент      |
| 1970 | ф | Цыган и девственница            | The Virgin and the Gypsy   | тётя Цисси        |
| 1970 | ф | Скрудж                          | Scrooge                    | миссис Феззивиг   |
| 1972 | ф | Правящий класс                  | англ. The Ruling Class     |                   |